# Ropalopus nadari
Ropalopus nadari är en skalbaggsart som beskrevs av Maurice Pic 1894. Ropalopus nadari ingår i släktet Ropalopus och familjen långhorningar. Inga underarter finns listade i Catalogue of Life.